# Nongthombam Biren Singh

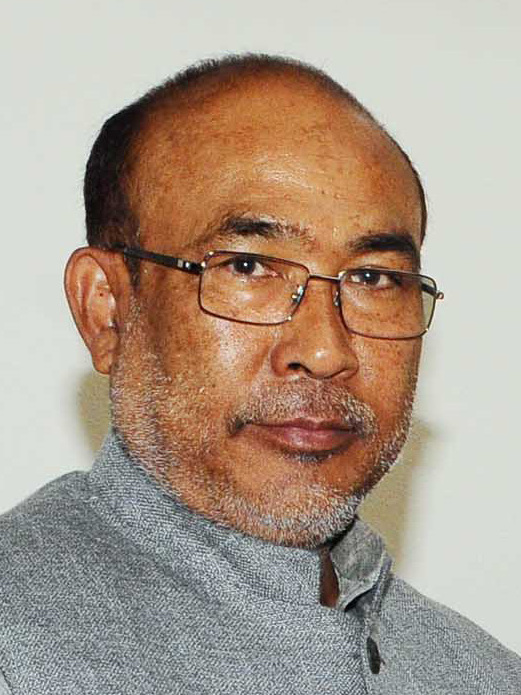
N. Biren Singh (2017)

Nongthombam Biren Singh (* 1. Januar 1961 in Luwangsangbam Mamang Leikai, Manipur, Indien) ist ein indischer Politiker. Er war vom 15. März 2017 bis 9. Februar 2023 Chief Minister von Manipur.

## Biografie
Nongthombam Biren Singh gehört der Ethnie der Meitei an, die die Mehrheitsbevölkerung in Manipur bilden. Vor Beginn seiner politischen Karriere war Nongthombam Biren als Profi-Fußballer und später als Journalist tätig. Als Fußballer war er Spieler beim BSF Jhalluder und nahm an verschiedenen auswärtigen Spielen in ganz Indien teil. Als Journalist war er Herausgeber einer volkstümlichen Zeitschrift Maharolgi Thoudang in Manipur.
Im Jahr 2002 wurde er als Kandidat der Democratic Revolutionary People’s Party (DRPP), einer kleinen Regionalpartei in Manipur, im Wahlkreis 2-Heingang in das Parlament von Manipur gewählt. Die zwei Abgeordneten der DRPP unterstützten die Kongresspartei-Regierung und Biren Singh erhielt einen Staatssekretärs-Posten in der Regierung von Chief Minister Okram Ibobi Singh. Kurz vor der gesamtindischen Parlamentswahl 2004 vereinigte sich die DRPP mit der Kongresspartei. Auch als Kongresspartei-Kandidat konnte Singh seinen Wahlkreis 2-Heingang bei den Wahlen zum Parlament von Manipur 2007 und 2012 behaupten. Er war 2007 bis 2012 Minister für Bewässerung und Überschwemmungsprävention, sowie Jugend und Sport. Im Jahr 2012 schied er aus dem Kabinett aus, wonach sich sein Verhältnis zum Chief Minister zunehmend verschlechterte. Im Oktober 2016 kam es zum offenen Bruch zwischen Nongthombam Biren und Okram Ibobi Singh. Biren warf dem seit 2002 amtierenden Chief Minister Untätigkeit vor. Wesentliche Probleme des Bundesstaates würden nicht angegangen. Am 7. Oktober 2016 erklärte Biren Singh seinen Rücktritt von allen Parteiämtern und schloss sich am 17. Oktober 2016 offiziell der Bharatiya Janata Party (BJP) an.
Bei der Parlamentswahl in Manipur im Februar 2017 konnte die BJP ihren Mandatszahl im Vergleich zur Wahl im Jahr 2012 von Null auf 21 (von 60 Sitzen) steigern. Die Kongresspartei verlor dagegen ihr bisherige absolute Mandatsmehrheit und kam auf 28 Sitze. Die BJP verhandelte darauf mit den anderen ins Parlament gewählten Abgeordneten (4 NPP, 4 NPF, 1 LJP, 1 AITC) und erzielte eine Koalitionsvereinbarung. Am 13. März 2017 wurde Singh einstimmig zum Führer der BJP-Fraktion im Parlament von Manipur gewählt und am 15. März 2017 erfolgte seine Vereidigung als Chief Minister. Er war der erste Chief Minister von Manipur aus den Reihen der BJP.
Während Biren Singhs Amtszeit als Chief Minister brachen im Mai 2023 ethnische Konflikte in Manipur zwischen den Meitei und Kuki aus. Der Chief Minister machte für die Gewalttätigkeiten „Missverständnisse, Partikularinteressen und ausländische Verschwörungen“ verantwortlich. Von der Kuki-Minderheitsbevölkerung wurde er beschuldigt, einseitig die Meitei zu begünstigen, was er bestritt. Auch innerhalb seiner eigenen Partei, der BJP, wuchs die Unzufriedenheit mit seiner Amtsführung, aber es konnte keine Einigung darüber erzielt werden, wer ihn ersetzen sollte. Nachdem die Abgeordneten der Kongresspartei im Parlament von Manipur einen Misstrauensantrag gegen Biren Singh angekündigt hatten, erklärte dieser am 9. Februar 2023 seinen Rücktritt vom Amt des Chief Ministers. Am 13. Februar 2025 stellte Präsidentin Draupadi Murmu den Bundesstaat Manipur unter president’s rule.

## Privates
Biren ist verheiratet. Mit seiner Frau Nongthombam (O) Heiyainu Devi hat er zwei Töchter und einen Sohn. Als seine Freizeitbeschäftigungen werden Lesen und Reisen angegeben.